# Cyanella orchidiformis
Cyanella orchidiformis là một loài thực vật có hoa trong họ Tecophilaeaceae. Loài này được Jacq. mô tả khoa học đầu tiên năm 1790.